# جيراردو أوتشوا فارغاس
جيراردو أوتشوا فارغاس (بالإسبانية: Gerardo Ochoa Vargas)‏ هو طبيب مكسيكي، ولد في 14 مايو 1965.